# Shelby (Ohio)
Shelby é uma cidade localizada no estado norte-americano de Ohio, no Condado de Richland.

## Demografia
Segundo o censo norte-americano de 2000, a sua população era de 9821 habitantes.
Em 2006, foi estimada uma população de 9489, um decréscimo de 332 (-3.4%).

## Geografia
De acordo com o United States Census Bureau tem uma área de
13,2 km², dos quais 13,0 km² cobertos por terra e 0,2 km² cobertos por água. Shelby localiza-se a aproximadamente 335 m acima do nível do mar.

## Localidades na vizinhança
O diagrama seguinte representa as localidades num raio de 16 km ao redor de Shelby.